# Damir Čakar
Damir Čakar (en serbe cyrillique : Дамир Чакар) est un footballeur monténégrin, international yougoslave né le 28 juin 1973 à Pljevlja. Il évoluait au poste d'attaquant. Il est connu pour ses frappes lourdes, sa vitesse limitée et son peu d'appétence pour le repli défensif. 

## Carrière
- 1994-1995 : FK Borac Čačak  Serbie
- 1995-1997 : Partizan Belgrade  Serbie
- 1997-1999 : LB Châteauroux[2]  France
- 1999-2000 : FC Smederevo  Serbie
- 2000-2001 : FK Sutjeska Niksic  Monténégro
- 2001-2005 : Partizan Belgrade  Serbie
- 2005-2007 : FK Rudar Pljevlja  Monténégro
- 2007-2008 : Mogren Budva  Monténégro

## Palmarès
- Champion de Yougoslavie en 1996, 1997, 2002 et 2003 avec le Partizan Belgrade.
- Vainqueur de la Coupe du Monténégro en 2007 avec le Rudar Pljevlja et en 2008 avec le Mogren Budva.
- Meilleur buteur du Championnat du Monténégro en 2006-07 (16 buts d'inscrits)